# Vaiana 2
Vaiana 2 (Originaltitel: Moana 2) ist ein US-amerikanischer computeranimierter Musical-Fantasy-Action-Abenteuerfilm und die Fortsetzung von Vaiana aus dem Jahr 2016. Der Film wurde im Auftrag für Walt Disney Pictures von den Walt Disney Animation Studios produziert. David G. Derrick Jr. gab mit dem Film sowohl sein Regie- als auch sein Drehbuchdebüt, Yvett Merino und Christina Chen fungierten als Produzentinnen. Der Film kam am 27. November 2024 in die nordamerikanischen Kinos, in Deutschland einen Tag später. Seit dem 12. März 2025 ist er auf Disney+ verfügbar.

## Handlung
Nachdem Vaiana, die designierte Nachfolgerin des Stammeshäuptlings auf der Insel Motonui in Polynesien, gemeinsam mit dem Halbgott Maui einige Abenteuer erlebte, erhalten sie nun Unterstützung von einer Gruppe von Bewohnern ihres Dorfes, die sie für die Reise auswählt. Gemeinsam machen sie sich auf eine Reise über die weiten Meere und durch die gefährlichen Gefilde von Oceania.
Nachdem Vaiana im ersten Teil das Herz von Te Fiti zurückgebracht hat, möchte sie andere Völker finden. Dazu ist sie zusammen mit Pua und Hei Hei auf eine andere Insel gesegelt und sucht dort nach Spuren von anderen Menschen. Mithilfe von Hei Hei findet sie eine Scherbe eines Tonkruges. Wieder zuhause angekommen wird sie von ihrem Vater und ihrem Volk, das mittlerweile im Riff mit vielen Booten schwimmt, begrüßt. Auch ihre kleine Schwester Simea begrüßt sie. Sie zeigt ihren Eltern, dass sie endlich den Beweis gefunden hat, dass es auch andere Völker gibt.
Im Anschluss fragt ihr Vater Chief Tui sie, ob sie der nächste Tautei werden möchte, ein ehrenvoller Titel, der wichtiger ist als der Titel des Chiefs. Vaiana akzeptiert dies, doch bei der Zeremonie wird sie fast von einem Blitz getroffen, der ihr eine Vision von letzten Tautai, Tautai Vasa zeigt: sie sieht zunächst wie Tautai Vasa auf eine Monstersturm zusegelt, in dessen Wolken man die Silhouette vom Gott Nalu sieht, bevor sie sich am leeren Strand von Motunui befindet. Tautai Vasa sagt, dass sei die Zukunft ihres Volkes, wenn sie es nicht schafft die Völker des Ozeans wieder zu vereinen. Dazu müssen sie nach Motofetu reisen. Ein Licht würde ihr den Weg zeigen.
Als sie wieder zu sich kommt, suchen sie Moni auf, der ihnen die Geschichte der Insel Motefutu zeigt: Nalo hat die Insel Motefutu vor 1000 Jahren verflucht und in einem Sturm versteckt, um die Menschen des Ozeans zu trennen, da er dachte er würde dadurch stärker werden. Plötzlich taucht ein Komet am Himmel auf, bei dem sich Vaiana sicher ist, dass es sich um das Licht handelt von dem Tautai Vasa geredet hat. Vaiana zögert, doch ihre Mutter sagt ihr, dass man manchmal nie bereit ist das richtige zu tun. Gleichzeitig besteht sie darauf, dass Vaiana eine Crew zusammenstellt, da Pua und Hei Hei allein nicht zählen.
Vaiana fragt Moni, da er sehr stark ist, und sich mit den historischen Geschichten gut auskennt; Loto, die Schiffbauerin und Kele, den Farmer. Gemeinsam machen sie sich auf den Weg und folgen dem Kometen. Nach einiger Zeit, nachdem die Crew besser zusammengefunden hat, explodiert der Komet. Als eine Nebelwolke auftaucht, glaubt Moni zunächst sie haben Land gefunden, aber es stellt sich heraus, dass es das Boot der Kakamora ist. Sie greifen die Crew aber nicht an, sondern fliehen vor einer riesigen Muschel. Um der Muschel zu entkommen, klinkt sich Vaiana an das Boot der Kakamora an, kollidiert dabei aber mit deren Boot. Die Kakamora betäuben die Crew mit Blaspfeilen. Als Hei Hei jedoch das Segel freilegt, auf dem ein Bild der Insel Motefutu zu sehen ist, fordern die Kakamora Moni auf, ihre Geschichte, die sie in Bildern zeigen zu übersetzen: die Heimatinsel der Kakamora ist im selben Meer wie die Insel Motefutu. Sie versuchen nach Hause zu finden. Die Muschel steht ihnen aber dabei im Weg. Sie schlagen vor, wenn Vaiana und ihre Crew die Muschel besiegen, zeigen sie Ihnen den Weg nach Motefutu. Die Crew stimmt zu, indem sie das Nervengift der Kakamora nutzen wollen, um die Muschel zu besiegen. Das Boot von Vaiana wird langsam in die Muschel abgeseilt, doch sie verlieren alle Pfeile mit dem Gift. Eine der Kakamora schwingt sich aufs Boot und besiegt die Muschel, dabei wird jedoch das Boot ins Innere der Muschel gezogen. Beim Fallen trennen sich Vaiana und der Rest ihrer Crew.
Maui, der mittels eines magischen Tors im Inneren der Muschel zu Nalo reisen wollte, wurde in der Zwischenzeit von Matangi gefangen genommen. Er hängt gefesselt von der Decke und konnte sich bisher nicht befreien.
Vaianas Crew landet im Inneren der Muschel, wo sie auf ein Monster treffen. Die Kakamora kann das Monster ausschalten, dabei verspritzt es Säure, wodurch die Crew durch ein Loch fällt, und dabei Maui aus seiner Lage befreit. Moni, der ein großer Verehrer von Maui ist, wird dabei fast ohnmächtig. Als Maui Hei Hei sieht realisiert er, dass Vaiana hier ist.
Vaiana ist bei Matangi gelandet, die ihr erklärt, dass sie manchmal verloren gehen muss, um ihr Ziel zu erreichen. Anfangs war Vaiana noch sehr skeptisch, aber sie beginnt Matangi zu vertrauen, als sie erzählt, dass Nalo sie hiergefangen hält und deswegen möchte, dass sie ihn besiegt. Sie gelangt zum magischen Portal, just in dem Moment kommt auch Maui dazu. Sie öffnet das Portal zur Insel Motefutu, durch das die gesamte Crew gezogen wird. Matangi bleibt zurück, da sie die Muschel nicht verlassen kann.
Auf der Fahrt durch das Portal erklärt Maui, dass Nalo die Insel nicht nur in einem Sturm, sondern einem gigantischen Monstersturm in einem hoffnungslosen Ozean versteckt hat, und die Insel gleichzeitig auf den Meeresgrund versunken hat. Er ist sich sicher, dass alle sterben werden. Kurze Zeit später kommen sie an und befinden sich bei Nacht in einem schwarzen Ozean wieder. Es kommen einige leuchtende Monster auf sie zu, die sie gemeinsam bekämpfen. Moni wird dabei vom Boot gespült und beinahe von einem Monster verschlungen, aber Maui kann ihn im letzten Moment retten. Kurz darauf geht die Sonne auf und die Monster verschwinden, doch das Boot ist schwer beschädigt.
Die Gruppe strandet auf einer Insel, wo sie das Boot von Tautai Vasa finden. Vaiana zweifelt an ihrer Mission, doch Maui kann sie überzeugen, dass sie eine Chance gegen Nalo haben. Loto und die Crew reparieren das kaputte Boot mit Ersatzteilen von Tautai Vasas Boot. Sie schmieden einen Plan: Maui soll die Insel vom Meeresboden anheben und Vaiana soll die Insel berühren, um Nalos Fluch zu brechen. Sie brechen zur Insel Motefutu auf.
Als sie den Sturm erreichen, verwandelt er sich in einen Monstersturm mit vielen Blitzeinschlägen und Tornados. Nalo attackiert die Menschen und Maui rettet sie immer wieder vor Tornados. Als Vaiana das realisiert schlägt sie vor, dass Maui die Insel vom Boden hebt, während sie Nalo ablenken. Maui schafft es tatsächlich fast, die Insel vom Boden zu heben, doch mittels eines gigantischen Blitzes nimmt er die Halbgott-Fähigkeiten von Maui, dessen Tattoos dabei verschwinden, bewusstlos fällt Maui ins Wasser. Vaiana sagt ihrer Crew, dass sie Maui retten sollen, während sie realisiert, dass es einen anderen Weg gibt: Sie taucht ab, um die Insel zu berühren. Kurz nachdem sie die Insel berührt und damit Nalos Fluch bricht, trifft sie ein Blitzschlag von Nalo, wodurch sie stirbt. Als der Fluch von Nalo aufgehoben wird, verschwindet der Sturm und der Ozean hellt sich auf.
In diesem Moment wacht Maui auf und taucht zu Vaiana ab. Der Ozean bildet eine Luftblase um die beiden, und Maui singt ein altes Lied, wodurch Tautai Vasa, ihre Gamma Tala und weitere Personen auftauchen. Gemeinsam stimmen sie ein und erwecken Vaiana wieder zum Leben, die damit zur Halbgöttin wird. Maui erhält seinen Haken wieder, und damit seine Tattoos und seine Fähigkeiten, während Vaiana ihr Ruder als magischen Gegenstand erhält. Gemeinsam heben sie die Insel an. Vaiana bläst in ihre Muschel und die Wege zu den verschiedenen Völkern des Meeres werden sichtbar. Ihre Crew trifft auf die Insel. Kurz darauf treffen andere Menschen von anderen Stämmen auf die Insel.
Vaiana segelt mit ihrer Crew und Maui zurück zu ihrer Heimatinsel und nimmt dabei die Völker mit, die sie auf der Insel getroffen hat. Die Anführer der Gruppen schwören sich, dass sie in Zukunft zusammenarbeiten wollen.
Am Schluss machen sich Vaiana, ihre Crew und Maui auf, neue Inseln und Völker zu entdecken.

## Produktion
Ursprünglich sollte die im Film erzählte Geschichte als Fortsetzung von Vaiana in Form einer Fernsehserie für Disney+ produziert werden. Die Arbeiten am Drehbuch wurden zeitgleich mit denen für ein Realverfilmungs-Remake von Vaiana begonnen.
Regie führt David G. Derrick Jr., der diese Aufgabe auch bei der Serie innegehabt hätte, gemeinsam mit Dana Ledoux Miller und Jason Hand. Derrick verfasst außerdem das Drehbuch. Yvett Merino und Christina Chen fungieren als Produzentinnen, wobei zunächst angekündigt wurde, dass Osnat Shurer und Jennifer Lee diese Aufgabe übernehmen sollten. Auch sollte ursprünglich allein Derrick für Regie und Drehbuch zuständig sein.

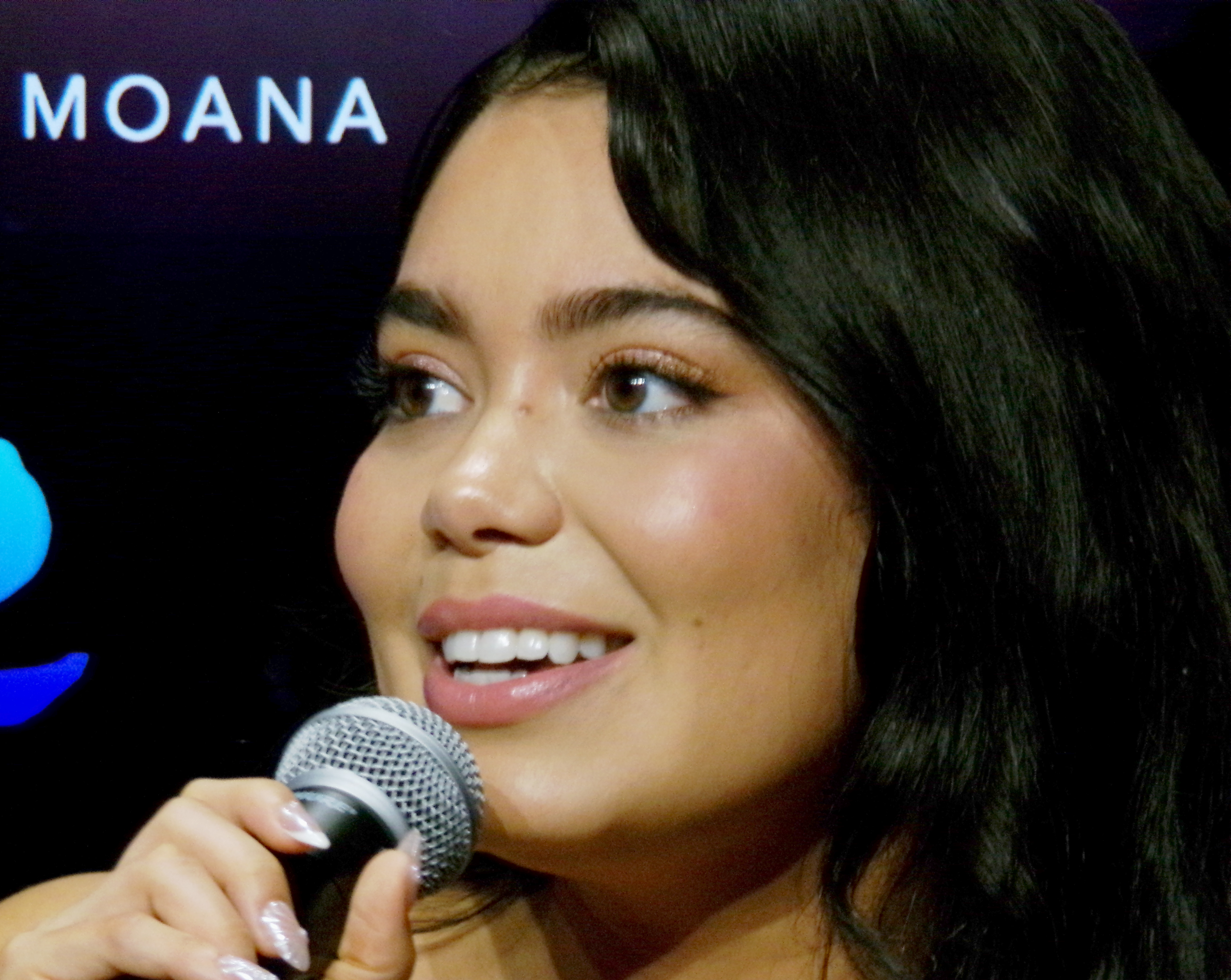
Auliʻi Cravalho leiht abermals Vaiana ihre Stimme

Ende Februar 2024 wurde bekannt, dass Auliʻi Cravalho wie im ersten Teil Vaiana ihre Stimme leihen würde.
Wie beim ersten Teil komponierten Mark Mancina und Opetaia Foaʻi die Filmmusik. Die Singer-Songwriterinnen und Grammy-Preisträgerinnen Abigail Barlow und Emily Bear, das erste rein weibliche Songwriter-Team in der Geschichte Disneys, schrieben und komponierten die Songs des Films.
Nachdem sich Disney statt einer Serie für einen Film entschieden hatte, schafften es mehrere Songs nicht in den Film, so auch die eigentlich geplante Ballade „Two Pieces“.
Disney bewarb sich für 2025 mit zwei Songs um einen Oscar, wobei „Beyond“ es in die Shortlist schaffte. Sophia sang die deutsche End-Credit-Fassung „Ich wage den Schritt“ des Songs „Beyond“. Debby van Doreen sang die Songs von Auli‘i Cravalho im Film. Caroline von Brünken sang die deutsche Fassung „Du hast die Wahl“ (Get Lost) des Songs der Antagonistin Matangi (Awhimai Fraser).
Der erste Trailer wurde Ende Mai 2024 vorgestellt. In den ersten 24 Stunden wurde der Trailer 178 Millionen Mal gestreamt und ist damit der erfolgreichste Trailer in der Unternehmensgeschichte.
Beim Festival d’Animation Annecy wurden Anfang Juni weitere Einblicke in die Handlung gewährt und z. B. der Opening Song vorgestellt. Am 16. September 2024 wurden bei einer Presseveranstaltung die ersten 30 min des Films gezeigt.
Die Weltpremiere fand in Hawaii am 21. November 2024 statt. Am 27. November 2024 kam der Film in die US-Kinos. Der Kinostart in Deutschland fand am darauffolgenden Tag statt. Am 28. Januar 2025 wurde der Film zum Kauf oder Leih als Video on Demand auf digitalen Plattformen veröffentlicht. Auf DVD und Blu-ray Disc wird er am 18. März 2025 erscheinen. Seit dem 12. März 2025 ist er auf Disney+ verfügbar. In den ersten fünf Tagen wurde der Film über 27 Mio. mal gestreamt.

## Synchronisation
Die Synchronaufnahmen fanden bei der FFS Film- & Fernseh-Synchron GmbH in München unter der Regie und dem Dialogbuch von Magdalena Turba statt. Michael Ernst, David Mayonga und Matthias Hauck übernahmen die Liedtexte, während letzterer auch die musikalische Leitung übernahm.
| Rolle       | Originalstimme         | Deutsche Stimme                                |
| ----------- | ---------------------- | ---------------------------------------------- |
| Vaiana      | Auliʻi Cravalho        | Lina Larissa Strahl, Debby van Dooren (Gesang) |
| Maui        | Dwayne Johnson         | David Mayonga                                  |
| Hei Hei     | Alan Tudyk             | Alan Tudyk                                     |
| Chief Tui   | Temuera Morrison       | Thomas Nero Wolff, Gerd Meyer (Gesang)         |
| Gramma Tala | Rachel House           | Angelika Bender                                |
| Sina        | Nicole Scherzinger     | Maud Ackermann                                 |
| Loto        | Rose Matafeo           | Lea Kalbhenn                                   |
| Kele        | David Fane             | Mike Carl                                      |
| Matangi     | Awhimai Fraser         | Tatjana Pokorny, Caroline von Brünken (Gesang) |
| Moni        | Hualālai Chung         | Felix Mayer                                    |
| Simea       | Khaleesi Lambert-Tsuda | Nika Rensink                                   |
| Tamatoa     | Jemaine Clement        | Tommy Morgenstern                              |
| Tautai Vasa | Gerald Ramsey          | Sebastian Winkler                              |
| Nalo        | Tofiga Fepulea’i       | Stefan Günther                                 |

## Rezeption

### Kritiken
Bei Rotten Tomatoes erreichte der Film eine Bewertung von 61 %, basierend auf 228 Rezensenten.

### Einspielergebnis
An den US-Kassen feierte Vaiana 2 an Thanksgiving über fünf Tage gerechnet das beste Startwochenende eines Animationsfilms der Geschichte. Die weltweiten Einnahmen aus Kinovorführungen belaufen sich auf 1,059,2 Milliarden US-Dollar, und damit hat der Film den ersten Teil in den Einnahmen überholt und als dritter Film des Jahres 2024 eine Milliarde an Einnahmen übertroffen. In Deutschland verzeichnet der Film bisher 4.740.605 Kinobesucher bei einem Einspielergebnis von 45,1 Millionen Euro und befindet sich damit auf Platz zwei der hier im Jahr 2024 gestarteten Filme.

### Auszeichnungen
Im Rahmen der Oscarverleihung 2025 wurde Beyond aus dem Film in eine Shortlist der Kategorie Bester Song aufgenommen. Im Folgenden eine Auswahl von Nominierungen.
American Music Awards 2025
- Nominierung für Favorite Soundtrack[40]

Annie Awards 2025
- Nominierung für das Beste Storyboarding (Ryan Green)
- Nominierung für die Besten Spezialeffekte (Santiago Robles, Marc Bryant, Deborah Carlson, Jake Rice und Ian J. Coony)
- Nominierung für die Beste Figurenanimation (Brian Scott)
- Nominierung für den Besten Schnitt (Jeremy Milton und Michael Louis Hill)[41]

Art Directors Guild Awards 2025
- Nominierung für das Beste Szenenbild in einem Animationsfilm (Ian Gooding)[42]

Artios Awards 2025
- Nominierung für das Beste Casting in einem Animationsfilm[43]

Cinema Audio Society Awards 2025
- Nominierung in der Kategorie Animationsfilm[44]

Eddie Awards 2025
- Nominierung in der Kategorie Bester Filmschnitt – Animationsfilm (Jeremy Milton und Michael Louis Hill)[45]

Hollywood Music in Media Awards 2024
- Nominierung als Bester Song in einem Animationsfilm (Beyond, Abigail Barlow, Emily Bear und Auliʻi Cravalho)
- Nominierung als Bester Song in einem Animationsfilm (Can I Get a Chee Hoo?, Abigail Barlow, Emily Bear und Dwayne Johnson)[46]

Golden Globe Awards 2025
- Nominierung als Bester Animationsfilm

Society of Composers & Lyricists Awards 2025
- Nominierung als Bester Song – Comedy or Musical Visual Media Production (Beyond, Abigail Barlow und Emily Bear)[47]

VES Awards 2025
- Nominierung für die Besten visuellen Effekte in einem Animationsfilm (Carlos Cabral, Tucker Gilmore, Ian Gooding und Gabriela Hernandez)
- Nominierung für die Beste Effekt-Simulation in einem Animationsfilm (Zoran Stojanoski, Jesse Erickson, Shamintha Kalamba Arachchi und Erin V. Ramos)[48]